# بيركان كوتلو
بيركان كوتلو (مواليد 25 يناير 1998) هو لاعب كرة قدم تركي يلعب في مركز خط الوسط في نادي غلطة سراي.

## وصلات خارجية
- بيركان كوتلو على موقع اتحاد تركيا (لاعب) (الإنجليزية)
- بيركان كوتلو على موقع قاعدة بيانات كرة القدم.إي يو (الإنجليزية)
- بيركان كوتلو على موقع ناشيونال فوتبول تيمز (الإنجليزية)
- بيركان كوتلو على موقع Soccerway.com (الإنجليزية)
- بيركان كوتلو على موقع عالم كرة القدم.نت (الإنجليزية)